# Sidonia di Sassonia
Sidonia di Sassonia (Meißen, 8 marzo 1518 – Weißenfels, 4 gennaio 1575) è stata una principessa della casa di Wettin, duchessa di Brunswick-Lüneburg e principessa di Calenberg-Göttingen.

## Biografia
Era la figlia di Enrico IV di Sassonia (1473-1541), e di sua moglie, Caterina (1487-1561), figlia del duca Magnus II di Meclemburgo-Schwerin. .

## Matrimonio
Sposò, il 17 maggio 1545, a Hann. Münden, Eric II di Brunswick-Calenberg, che era dieci anni più giovane di lei.
Inizialmente i due si piacevano. Eric era già stato fidanzato con Agnese d'Assia. Quando il matrimonio fu trattato presso il tribunale di Kassel, però, Eric incontrò Sidonia e ruppe il fidanzamento con Agnese, per sposarla.
Nel 1547 suo marito si convertì al cattolicesimo. Nonostante le suppliche del marito, Sidonia mantenne la sua fede luterana. Ebbero problemi finanziari e non ebbero figli; ben presto il loro rapporto prese un corso molto sfortunato.

## Le accuse di stregoneria
A partire dal 1564 Sidonia fu praticamente messa agli arresti domiciliari, motivo per cui protestò con forza. Nel 1564 Eric si ammalò gravemente e sospettò di essere stato avvelenato. Quattro donne sospette di stregoneria furono bruciate come streghe a Neustadt am Rübenberge. Nel 1570 la mediazione da parte dell'imperatore, il principe elettore di Sassonia, e del duca Giulio di Brunswick-Wolfenbüttel, pose fine alle controversie tra Sidonia e suo marito, da cui Sidonia ricevette il castello Calenberg. Eric, tuttavia, non rispettò quanto pattuito.
Il 30 marzo 1572 il duca Eric si riunì con alcuni dei suoi consiglieri, nobili e deputati delle città di Hannover e Hameln, nel castello Landestrost a Neustadt. Accusò Sidonia di stregoneria e di aver attentato alla sua vita, presentando come prove le confessioni ottenute sotto tortura dalle quattro donne che aveva fatto imprigionare.
Sidonia si rivolse all'imperatore Massimiliano II e chiese una revisione. In segreto lasciò Kalenberg e viaggiò verso Vienna. L'imperatore Massimiliano decretò, poi, che l'indagine dovesse essere effettuata presso la corte imperiale. Tuttavia, girò poi il caso a Giulio di Brunswick-Wolfenbüttel e Guglielmo di Brunswick-Lüneburg.
Il 17 dicembre 1573 il caso fu presentato a Halberstadt. Tutti i testimoni ritrattarono la loro testimonianza contro Sidonia e il 1º gennaio 1574 la duchessa fu prosciolta da ogni accusa.

## Ultimi anni e morte
Nel mese di ottobre 1572 viaggiò a Dresda. Augusto le diede il monastero di Weißenfels, dove Sidonia visse fino alla morte, avvenuta nel 1575. Venne sepolta nel Duomo di Freiberg.

## Ascendenza
|                                         |                                         |                                           | Genitori                                                 |  |  | Nonni |  |  | Bisnonni                                   |  |  | Trisnonni                                 |  |
|                                         |                                         |                                           |                                                          |  |  |       |  |  | Federico II, principe elettore di Sassonia |  |  | Federico I, principe elettore di Sassonia |  |
|                                         |                                         |                                           |                                                          |  |  |       |  |  | Federico II, principe elettore di Sassonia |  |  | Federico I, principe elettore di Sassonia |  |
|                                         |                                         | Caterina di Brunswick-Lüneburg            |                                                          |  |  |       |  |  | Federico II, principe elettore di Sassonia |  |  |                                           |  |
| Alberto III, duca di Sassonia           |                                         |                                           |                                                          |  |  |       |  |  | Federico II, principe elettore di Sassonia |  |  |                                           |  |
|                                         |                                         | Margherita d'Asburgo                      | Ernesto I d'Asburgo, duca di Stiria, Carinzia e Carniola |  |  |       |  |  |                                            |  |  |                                           |  |
|                                         |                                         | Margherita d'Asburgo                      | Ernesto I d'Asburgo, duca di Stiria, Carinzia e Carniola |  |  |       |  |  |                                            |  |  |                                           |  |
|                                         |                                         | Margherita d'Asburgo                      | Cimburga di Masovia                                      |  |  |       |  |  |                                            |  |  |                                           |  |
| Enrico IV, duca di Sassonia             |                                         | Margherita d'Asburgo                      |                                                          |  |  |       |  |  |                                            |  |  |                                           |  |
|                                         |                                         | Giorgio, re di Boemia                     | Vittorino I di Poděbrady                                 |  |  |       |  |  |                                            |  |  |                                           |  |
|                                         |                                         | Giorgio, re di Boemia                     | Vittorino I di Poděbrady                                 |  |  |       |  |  |                                            |  |  |                                           |  |
|                                         |                                         | Giorgio, re di Boemia                     | Anna di Wartenberg                                       |  |  |       |  |  |                                            |  |  |                                           |  |
| Sidonia di Boemia                       |                                         | Giorgio, re di Boemia                     |                                                          |  |  |       |  |  |                                            |  |  |                                           |  |
|                                         |                                         | Cunegonda di Sternberg                    | Smilo di Sternberg                                       |  |  |       |  |  |                                            |  |  |                                           |  |
|                                         |                                         | Cunegonda di Sternberg                    | Smilo di Sternberg                                       |  |  |       |  |  |                                            |  |  |                                           |  |
|                                         |                                         | Cunegonda di Sternberg                    | Barbara di Pardubice                                     |  |  |       |  |  |                                            |  |  |                                           |  |
| Sidonia di Sassonia                     |                                         | Cunegonda di Sternberg                    |                                                          |  |  |       |  |  |                                            |  |  |                                           |  |
|                                         | Enrico IV, duca di Meclemburgo-Schwerin | Giovanni IV, duca di Meclemburgo-Schwerin |                                                          |  |  |       |  |  |                                            |  |  |                                           |  |
|                                         | Enrico IV, duca di Meclemburgo-Schwerin | Giovanni IV, duca di Meclemburgo-Schwerin |                                                          |  |  |       |  |  |                                            |  |  |                                           |  |
|                                         | Enrico IV, duca di Meclemburgo-Schwerin | Caterina di Sassonia-Lauenburg            |                                                          |  |  |       |  |  |                                            |  |  |                                           |  |
| Magnus II, duca di Meclemburgo-Schwerin | Enrico IV, duca di Meclemburgo-Schwerin |                                           |                                                          |  |  |       |  |  |                                            |  |  |                                           |  |
|                                         |                                         | Dorotea di Brandeburgo                    | Federico I, principe elettore di Brandeburgo             |  |  |       |  |  |                                            |  |  |                                           |  |
|                                         |                                         | Dorotea di Brandeburgo                    | Federico I, principe elettore di Brandeburgo             |  |  |       |  |  |                                            |  |  |                                           |  |
|                                         |                                         | Dorotea di Brandeburgo                    | Elisabetta di Baviera-Landshut                           |  |  |       |  |  |                                            |  |  |                                           |  |
| Caterina di Meclemburgo-Schwerin        |                                         | Dorotea di Brandeburgo                    |                                                          |  |  |       |  |  |                                            |  |  |                                           |  |
|                                         |                                         | Eric II, duca di Pomerania-Wolgast        | Vartislao IX, duca di Pomerania-Wolgast                  |  |  |       |  |  |                                            |  |  |                                           |  |
|                                         |                                         | Eric II, duca di Pomerania-Wolgast        | Vartislao IX, duca di Pomerania-Wolgast                  |  |  |       |  |  |                                            |  |  |                                           |  |
|                                         |                                         | Eric II, duca di Pomerania-Wolgast        | Sofia di Sassonia-Lauenburg                              |  |  |       |  |  |                                            |  |  |                                           |  |
| Sofia di Pomerania-Wolgast              |                                         | Eric II, duca di Pomerania-Wolgast        |                                                          |  |  |       |  |  |                                            |  |  |                                           |  |
|                                         |                                         | Sofia di Pomerania-Stolp                  | Boghislao IX, duca di Pomerania-Stolp                    |  |  |       |  |  |                                            |  |  |                                           |  |
|                                         |                                         | Sofia di Pomerania-Stolp                  | Boghislao IX, duca di Pomerania-Stolp                    |  |  |       |  |  |                                            |  |  |                                           |  |
|                                         |                                         | Sofia di Pomerania-Stolp                  | Maria di Masovia                                         |  |  |       |  |  |                                            |  |  |                                           |  |
|                                         |                                         | Sofia di Pomerania-Stolp                  |                                                          |  |  |       |  |  |                                            |  |  |                                           |  |